# Croton alamosanus
Espèce
Croton alamosanus est une espèce de plantes à fleurs du genre Croton et de la famille des Euphorbiaceae, originaire  du Mexique (Zacatecas).
Il a pour synonyme :
- Croton blasianus,  M.E.Jones, 1933